# Yayan Ruhian
Yayan Ruhian (né le 19 octobre 1968 à Tasikmalaya) est un acteur et artiste martial de Pencak-Silat indonésien.

## Biographie
Yayan Ruhian a commencé le Pencak-Silat à l'âge de 14 ans.

## Filmographie
- 2009 : Merantau de Gareth Evans : Eric
- 2011 : The Raid de Gareth Evans : Mad Dog
- 2014 : The Raid 2 de Gareth Evans : Prakoso
- 2015 : Gangster de Fajar Nugros : Bang Jangkung
- 2015 : Yakuza Apocalypse (Gokudō daisensō) de Takashi Miike : Kyoken
- 2015 : Star Wars, épisode VII : Le Réveil de la Force (Star Wars: Episode VII - The Force Awakens) de J. J. Abrams : Tasu Leech
- 2015 : Comic 8: Casino Kings Part 1 d'Anggy Umbara : le Fantôme
- 2016 : Pre Vis Action, court métrage de Gareth Evans : le premier assassin
- 2016 : Comic 8: Casino Kings Part 2 d'Anggy Umbara : le Fantôme
- 2016 : Iseng d'Adrian Tang : Edi
- 2017 : Beyond Skyline de Liam O'Donnell : Huana
- 2017 : Satria Heroes: Revenge of Darkness de Kenzo Maihara et Arnandha Wyanto : maître Torga
- 2018 : 212 Warrior d'Angga Dwimas Sasongko : Mahesa Birawa
- 2019 : John Wick Parabellum de Chad Stahelski : un élève de Zero
- 2019 : Hit and Run d'Ody C. Harahap : Coki
- 2019 : Wira d'Adrian Teh : Ifrit
- 2020 : Tarung Sarung d'Archie Hekagery : Pak Khalid
- 2020 : Pasal Kau! d'Adrian Teh : Maman
- 2020 : Skylines de Liam O'Donnell : Huana
- 2021 : Gas Kuy de Derby Romero : Mang Ujang
- 2021 : Photocopier de Wregas Bhanuteja : le père de Rama
- 2022 : Ben and Jody d'Angga Dwimas Sasongko : Aa Tubir
- 2022 : Satria Dewa: Gatotkaca de Hanung Bramantyo : Beceng
- 2022 : Mat Kilau de Syamsul Yusof : Toga
- 2023 : Boy Kills World de Moritz Mohr : Shaman